# 英雄联盟 (电视剧)
《英雄联盟》别名《抗日杀奸队》，导演林建中，主演王挺、王珂、谢孟伟、王新、胡洋、魏炳桦。9月24日山东齐鲁频道首播，2013年10月5日江苏卫视上星。

## 剧情
1930年，大日本帝国觊觎中华民国广袤的国土，很快发起“一·二八事变”，上海沦陷，为了救国抗日，欧天泽，余文墨，安晓烨，钟义，林白五人组建了抗日“英雄联盟”，遏制日军吞并中华民国的图谋。

## 演出
| 演员   | 角色     | 备注 |
| 王挺   | 欧天泽   |      |
| 王珂   | 金蔓     |      |
| 王新   | 潘震     |      |
| 谢孟伟 | 余文墨   |      |
| 胡洋   | 安晓烨   |      |
| 谢承均 | 小藤一郎 |      |
| 魏炳桦 | 圭由诚一 |      |
| 傅天骄 | 钟义     |      |
| 周楚楚 | 许文静   |      |
| 刘圆媛 | 严美雪   |      |
| 王海地 | 圭由彦西 |      |
| 杨心怡 | 敏子     |      |

## 制作
这种“组团式抗日”电视剧被腾讯网誉为“智商升级”。
该剧和游戏《英雄联盟》完全没有关系。
该剧为“偶像剧”。

## 外部连接
- 豆瓣电影上《英雄联盟》的資料 （简体中文）